# Rowston
Rowston är en ort och civil parish i Storbritannien.   Den ligger i grevskapet Lincolnshire och riksdelen England, i den sydöstra delen av landet, 180 km norr om huvudstaden London. Rowston ligger 23 meter över havet och antalet invånare är 139.
Terrängen runt Rowston är platt, och sluttar brant österut. Runt Rowston är det ganska tätbefolkat, med 108 invånare per kvadratkilometer. Närmaste större samhälle är Lincoln, 17,9 km nordväst om Rowston. Trakten runt Rowston består till största delen av jordbruksmark.